# 什凱亞鄉 (蘇恰瓦縣)
47°39′N 26°13′E / 47.650°N 26.217°E
什凱亞鄉（羅馬尼亞語：Comuna Șcheia, Suceava），是羅馬尼亞的鄉份，位於該國東北部，由蘇恰瓦縣負責管轄，面積58平方公里，海拔高度318米，2002年人口8,555，人口密度每平方公里147人。